# Битка код Хирбе
Битка код Хирбе (552. п. н. е.) представља прву битку Персијског устанка односно први оружани сукоб Персијанаца и Међана уопште. Побуну је покренуо тада 24-годишњи персијски принц Кир Велики, а она ће касније резултирати променом политичког баланса силе у корист Персије, као и стварањем првог Персијског царства. Главни извор о бици код Хирбе је Николај из Дамаска, док остали историчари попут Херодота, Ктезија и Страбона такође спомињу битку у својим делима.
Последица битке код Хирбе била је одлука међанског краља Астијага да се посебно обрачуна са Киром, односно да нападне Персију. Ипак, његов поход против Персијанаца завршиће се неуспехом и коначним падом. Након што Персијанци овладају Међанима, наступиће раздобље помирења и суживота између два иранска народа. Такође, међански главни град Екбатана ће постати један од главних градова новог Персијског царства.

## Позадина
Битка се одиграла недуго након почетка Персијског устанка, за који се процијењује да је започео у лето 553. п. н. е. Према оскудним изворима сматра се како се битка одиграла око пола године након почетка устанка, дакле у зиму 552. п. н. е. Астијаг, међански владар и Киров деда, одбијао је вишеструке захтеве Кира Великог да напусти међански краљевски двор и поново посети своје родитеље, као што је већ учинио неколико пута раније. Иако његов захтев није био неуобичајен, Кир је направио грешку тиме што је поновио захтев непосредно након почетка устанка, али након што је персијски поданик Оебар уверио Астијага, одобрио му је посету родитељима. Према Херодоту, одмах након Кировог пута родитељима у Персију међански генерал Харпаг му је у утроби зеца послао тајну поруку о плану свргавања Астијага, коју је Кир предао своме оцу Камбизу I. Ова прича поклапа се са Николајевим делима који спомиње како је Камбиз I већ скупио велики број војника пре почетка општег сукоба, док је Киру дао на располагање мањи део војске. Овај податак потврђује претпоставку историчара како је устанак започео у месецима уочи битке. Астијагово допуштање Киру да оде родитељима показало се као један од разлога велике историјске прекретнице која ће омогућити Персијанцима да створе најмоћније царство у старом веку.

## Повод
Кир Велики је био у Екбатани када је Персијски устанак већ отпочео. Према историчару Николају из Дамаска, након што је Кир Велики напустио међански краљевски двор побегао је будући да је знао да ће у случају откривања његових правих мотива бити погубљен. Наиме, Киров главни циљ је био да се прикључи свом оцу Камбизу I у Персијском устанку. Такође, Кир је био у граничном узрасту да постане одрасла особа и сазнао је да је Астијаг већ неуспешно покушао да га убије док је још био новорођенче. Кир и Астијаг делили су исти карактер по питању ауторитета, упрко с томе што је Кир био тек 24-годишњак. Астијаг није био сигуран да ли је безбедно допустити Киру повратак у његову домовину, али Харпаг га је уверио како Кир не представља никакву опасност, чак ни онда када су већ почели да се појављују први знаци Персијског устанка. Будући да је знао да га Астијага лако може преварити, Кир је имао још једну предност да донесе слободу у Персију.
Цитат фрагмената дела Николаја из Дамаска:
Кад је Кир поново посетио Астијага, Оебар му је дао свој савет. Кир га је прихватио, послао у Перзију, и када се нашао у могућности питао је Астијага по обрасцу Оебаровог савета да посети Персију. Краљ није хтео да га пусти. Kir је тада одлучио да се ослони на најпоузданијег евнуха и да причека повољан тренутак како би поново замолио за пут у Персију. Једног дана, када је Кир наишао на Астијага који је био добре воље и припит вином, дао је евнуху знак па је овај доставио краљу поруку која је гласила: „Кир те пожртвовно моли да будеш милостив и да му одобриш посету болесном оцу“. Астијаг је позвао Кира па му са смешком допустио путовање од пет месеци, али под условом да се шестог месеца врати. Кир се наклонио у знак захвалности краљу, а онда се идућег дана запутио у Персију.
Истовремено, Астијаг је позвао најбоље међанске забављаче и певаче, а задњу песму изводио је заратустријански свештеник (Маги) заједно са једном девојком, чије ријечи су га дубоко узнемириле:

 Опасна дивља звер,,
 Жешћа од било ког вепра,
 Пуштена је;
 Послана у сунчану земљу којом ће овладати,
 Са способним људима,
 Покренуће рат против велике војске.

Чувши ове стихове, Астијаг се присетио пророчанства како ће га унук свргнути са престола па је упао у велику депресију. Један Вавилонац му је саветовао да погуби Кира Великог чим се врати са путовања. Астијаг је покушао да Кира опозове са путовања, али безуспешно.

## Битка
Николај из Дамаска даље наводи:
Астијаг је песму поистовјетио са собом и Киром, па је послао 300 коњаника да га врате назад по сваку цену, живог или мртвог. Када су коњаници сустигли Кира и саопштили му Астијагову наредбу, он им је лукаво одговорио, можда према Оебаровом савету: „Зашто се не би вратио ако сам мом господару потребан? Данас ћемо славити, а сутра ћемо кренути назад.“ Овај одговор наишао је на њихово одобравање. Према персијском обичају, Кир је наредио да се припреми много говеда и других животиња како би нахранио коњанике а онда их је напио, али истовремено је оцу послао поруку да му пошаље 1.000 коњаника и 5.000 пешака до града Хирбе који се налазио на путу, па да по заповести краља наоружа остале Персијанце што је пре могуће. Ипак, није говорио о својим намерама. Током ноћи Оебар је узео коња и пожурио у Хирбу где је наоружао становнике и преузео војску коју је послао Камбиз. Када су се Астијагови коњаници ујутру пробудили мамурни открили су да је Кир нестао па су га гонили на путу до Хирбе. У овом граду Кир је први пут показао своју храброст, са својим Персијанцима када је побио 250 Астијагових коњаника. Остатак је побегао, и известио Астијага о овом догађају.
До данас није познато да ли је и персијска пешадија учествовала у бици, или сукобиле само коњица. Највероватније је да је у бици учествовала само коњица, будући да је Кир Велики непосредно након битке код Хирбе морао да се повуче према Персији јер је Астијагова коњица могла га брзо да га сустигне приликом његовог дугог путовања на југ. Током ове битке Кир је био бројчано супериорнији у односу на Међане, али историчар Николај из Дамаска наводи да је победа била резултат његове храбрости и војног умећа. Према Херодоту, Међане је у првој бици предводио Харпаг а током битке део њих је убијен, део се прикључио Киру, док се остатак повукао у Екбатану. Савремени историчари поистовјећују Херодотов опис са битком код Хирбе коју је описао Николај.

## Последице
Пре него што се Камбиз I састао са својим сином Киром окупио је 350.000 персијских војника, Астијаг је истовремено окупио све расположиве снаге из свих крајева Међанског царства које су бројале 1.205.000 војника, па је кренуо у поход на Персију. Већина историчара ове бројке сматра увећанима, док остали сматрају како је реч о укупним резервама. Наиме, током наредних битака учествовало је укупно око 200.000 људи на обе стране. Астијаг је схватио да је потценио Кирову војну моћ, па је одлучио да мора да покрене масовну инвазију против Персијанаце која је и отпочела недуго након битке код Хирбе.

## Историјски значај
Битка код Хирбе је била први велики ударац за Међане, као и њихов први војни пораз након дуго времена. Такође, битка је натерала међанског краља Астијага да покрене велики војни поход против Персијанаца, док је Кир Велики истовремено покушавао да наговори северне сатрапије на побуну, односно на савез са Персијом. Непосредно након рата, Међани и Персијанци су и даље били уско повезани па су живели у међусобном уважавању, на пример Међанима је било дозвољено да постану део елитних јединица Персијског царства (тзв. Персијски бесмртници). Од раних 1900-их битка је готово заборављена, будући да њени извори углавном датирају из остатака дела древних историчара. Ипак, савремени историчари у последње време изражавају велико интересовање за ову битку коју сматрају великом прекретницом у античком свету, будући да је она била почетак остваривања ахеменидске персијске доминације над регијоном у идућих четврт миленијума.

### Античка дела
- Nabonidove kronike (babilonski tekstovi)
- Herodot - „Historija“ (I. 127. i I. 128.
- Ktezije: „Persica“
- Justin: Sadržaj „Filipske historije“ Pompeja Troga (I. 6.)
- Nikolaj iz Damaska: Fragmenti djela
- Strabon: „Historija“, XV. 3.8.
- Athenaeus: „Deipnosofisti“, 1.14 (633e) 6:419

### Савремена дела
- W. B. Fischer, Ilya Gershevitch i Ehsan Yarshster: The Cambridge History of Iran, izdavač: Cambridge University Press, 1. svezak, 1993.
- Duncker, Max (1881). History of Antiquity. London: Richard Bentley.
- Hugh Chisholm - The Encyclopædia Britannica: A Dictionary of Arts, Sciences, Literature and General Information, Cambridge, Engleska; New York, izdavač: The University Press, 1910.
- Rawlinson, George (2007) [1885]. The Seven Great Monarchies of the Ancient Eastern World. New York: John B. Eldan Press.
- Peter N. Stearns i William L. Langer: „Enciklopedija svjetske historije: antička, srednjovjekovna i moderna“ (The Encyclopedia of World History: Ancient, Medieval, and Modern), izdavač: Houghton Mifflin Press, Boston, 2001. pp. 40.
- Robert Anderson Edward: „Historija nestalih civilizacija Istoka“ (The Story of Extinct Civilizations of the East), izdavač: Phillips McClure, 1904.
- Laymon, Charles M. (1971). The Interpreter's One Volume Commentary on the Bible: Introduction and Commentary. Abingdon Press.
- James Ussher, Larry Pierce i Marion Pierce: „Svjetski ljetopisi“ (The Annals of the World), Green Forest, izdavač: Master Books, 2006.
- Dandamaev, M. A. (1989). A Political History of the Achaemenid Empire. BRILL. ISBN 978-90-04-09172-6.
- Orr, James (1915). The International Standard Bible Encyclopaedia. Howard-Severance Company. стр. 774.